# Rodney Stark
Rodney Stark (ur. 8 lipca 1934, zm. 21 lipca 2022) – amerykański socjolog. Autor prac w obszarze socjologii religii.

## Życiorys
W latach 1959–1961 dziennikarz Oakland Tribune. Ukończył studia na Uniwersytecie Kalifornijskim w Berkeley, gdzie w 1971 r. zdobył tytuł doktora.

## Działalność naukowa
Profesor socjologii i religioznawstwa na Uniwersytecie Baylora. Autor licznych publikacji w zakresie socjologii religii. Początkowo współpracował z Charlesem Glockiem, później z Williamem S. Bainbridgem (wraz z którym jest autorem przetłumaczonej na język polski pracy A Theory of Religion (Teoria religii)).

## Niektóre publikacje
- The Future of Religion: Secularization, Revivial, and Cult Formation (1985, razem z Williamem S. Bainbridgem)[3]
- A Theory of Religion (1987, razem z Williamem S. Bainbridgem)[3]
- Religion, Deviance and Social Control (1997, razem z Williamem S. Bainbridgem)[3]
- Acts of Faith: Explaining the Human Side of Religion (2000, razem z Rogerem Finkem)[3]